# Kamienica Horowitzów w Warszawie
Kamienica Horowitzów nazywana też kamienicą Mojżesza Horowitza lub kamienicą Gity Horowitz – kamienica znajdująca się u zbiegu ulic Wilczej i Emilii Plater w Warszawie.

## Opis
Kamienica, nosząca numery 71 od strony ulicy Wilczej i 4 od Emilii Plater, powstała w latach 1937–1938 dla pochodzącej ze Lwowa rodziny Józefa, Moszka i Gity Horowiztów. Projekt kamienicy opracował Józef Steinberg.
Sześciokondygnacyjna kamienica posiada zaokrąglony narożnik z balkonami. Parter przeznaczono na działalność handlowo-usługową. Elewacja kamienicy została obłożona płytami z piaskowca. Do wykończenia wnętrza użyto najlepszych ówcześnie materiałów kamieniarskich, stolarki drewnianej oraz elementów metalowych.
Kamienica, będąca jednym z budynków wykończonych w stylu art déco w Warszawie epoki międzywojennej, przetrwała II wojnę światową. Po toczących się w pobliżu walkach do dziś pozostały ślady po uderzeniach pocisków w jej fasadę; uszkodzenia te zostały wyeksponowane jako świadectwo historii. 